# Miscela di Armstrong

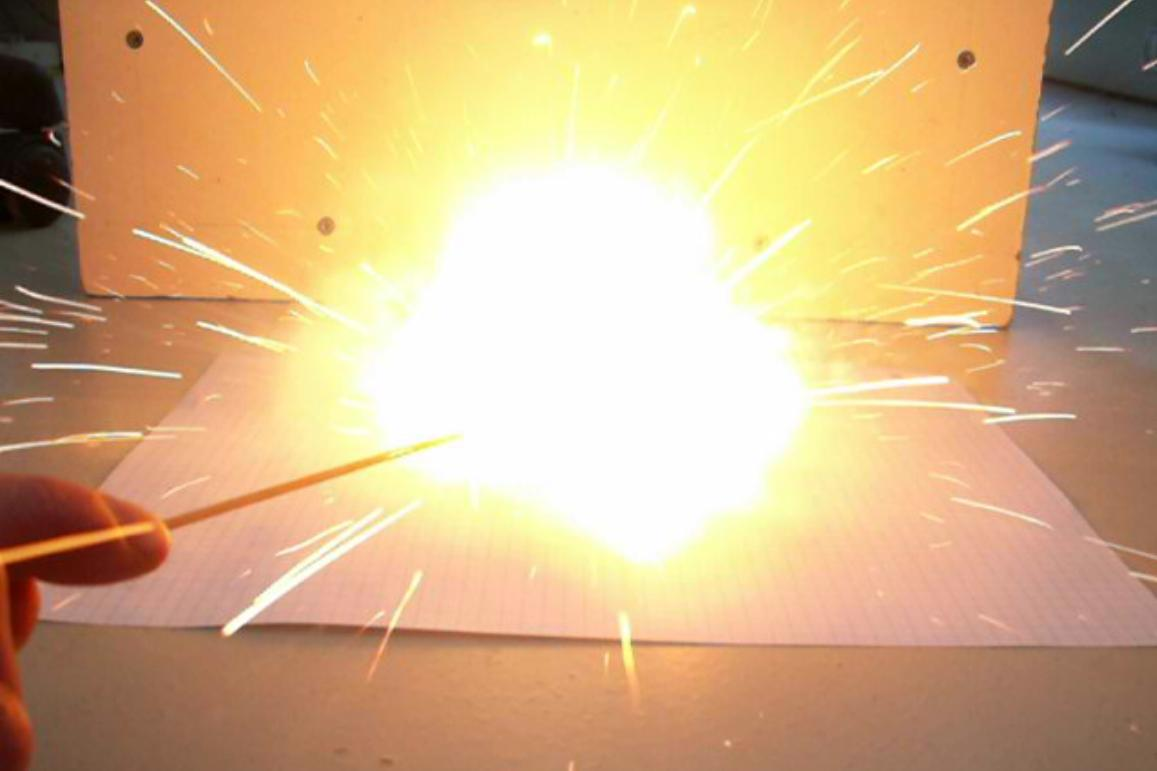
Miscela di Armstrong durante la combustione

La miscela di Armstrong (nota anche come miscuglio o mistura di Armstrong) è un potente esplosivo primario sensibile ad attrito, urti e calore, composto tipicamente da clorato di potassio, come agente ossidante, e fosforo rosso.

## Storia e descrizione
Il nome si ritiene derivi da sir William Armstrong, pioniere dell'industria degli armamenti inglese. 
Il suo utilizzo originario come fulminante o innesco nelle munizioni è stato sostituito da altri esplosivi primari, più sicuri ed efficaci. Il principio dell'innesco binario è stata utilizzato anche nei primi fiammiferi a sfregamento, dove per sicurezza il fosforo rosso era presente nella striscia dove sfregare la capocchia del fiammifero con il clorato di potassio. Attualmente il suo utilizzo, in piccolissime quantità, è limitato a giochi pirotecnici, munizioni per armi giocattolo o simulatori di spari.
Il potere detonante, velocità di propagazione dell'esplosione, dipende dal rapporto tra clorato di potassio e fosforo rosso e può raggiungere valori pari ad un quarto del TNT.
Lo zolfo è solitamente usato per sostituire una parte o tutto il fosforo per diminuire leggermente la forza esplosiva e ridurre i costi. Il carbonato di calcio può essere presente in piccole quantità. La mistura binaria e la sua preparazione sono molto pericolose e sono stati riportati molti incidenti anche mortali; le due componenti primarie non devono mai essere conservate in un unico contenitore.